# Riket Exodus
Riket Exodus (danska: Riget Exodus) är en dansk miniserie från 2022, skapad av Lars von Trier och Niels Vørsel. Serien, som utspelar sig på Rigshospitalet i Köpenhamn,  är en fortsättning på - och uppges vara en avslutning av - de tidigare utgivna säsongerna Riket (1994) och Riket II (1997).
Serien hade premiär på Viaplay den 9 oktober 2022.

## Handling

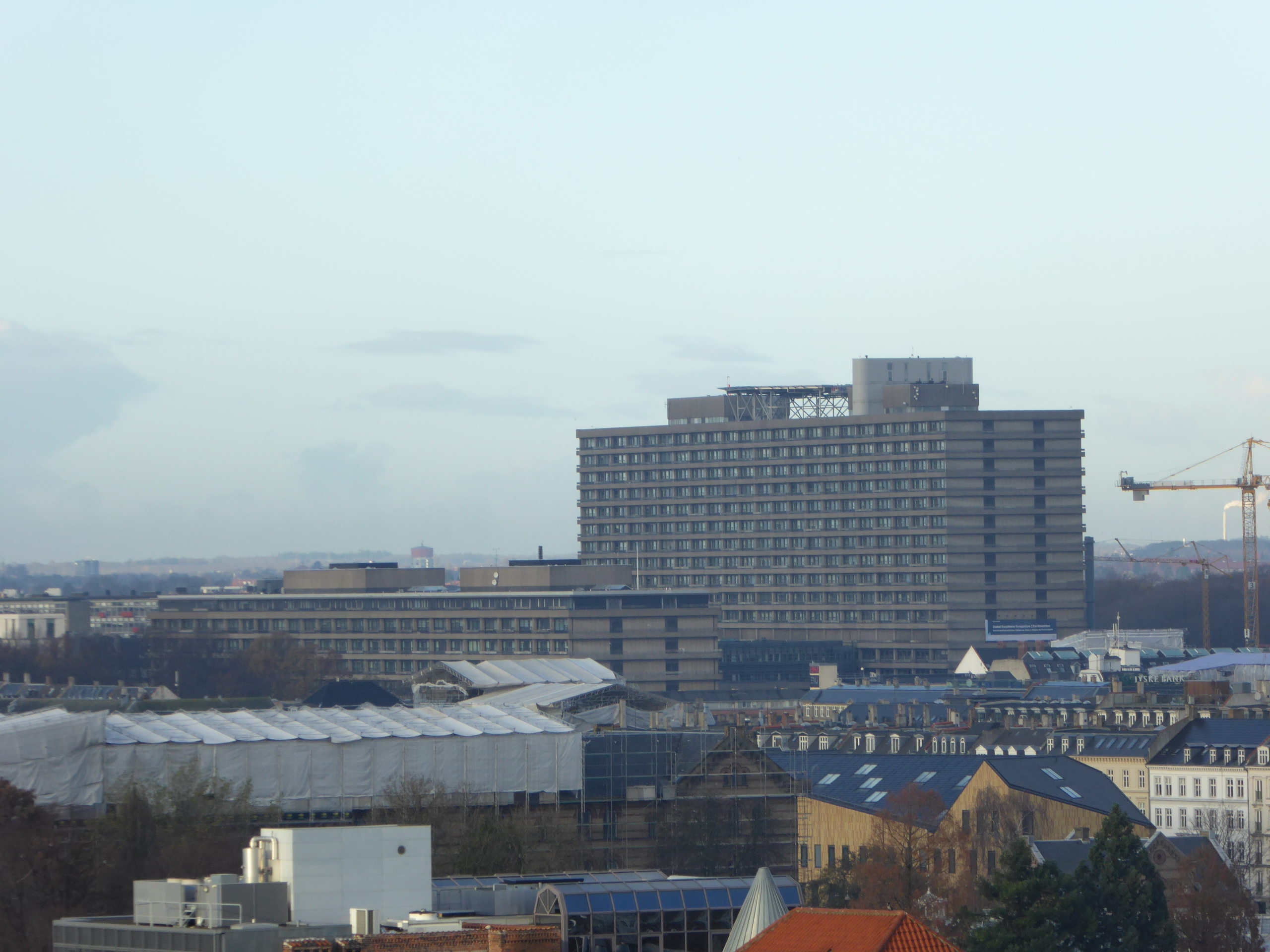
Rigshospitalet i Köpenhamn

När en sömngångare tillkallas i en mardröm av en mystisk röst måste hon resa till Riket för att rensa platsen från onda andar, medan en svensk överläkare måste kämpa mot förnedring och dansk arrogans.

## Rollista i urval
- Bodil Jørgensen – Karen Svensson
- Mikael Persbrandt – Helmer junior
- Lars Mikkelsen – Pontopidan
- Nicolas Bro – Balder
- Tuva Novotny – Anna
- Nikolaj Lie Kaas – Filip Naver
- Ghita Nørby – Rigmor Mortensen
- Søren Pilmark – Jørgen Krogshøj
- Birthe Neumann – Fru Svendsen
- Ida Engvoll – Kalle
- Birgitte Raaberg – Judith Petersen
- Peter Mygind – Morten "Mogge" Moesgaard
- Jesper Sørensen – Lillemand
- Jasmine Junker – BOB 2.0 (röst)
- Henning Jensen – Bob
- Solbjørg Højfeldt – Camilla
- Laura Christensen – Mona Jensen
- Udo Kier – Storebror
- Willem Dafoe – Grand Duc
- Alexander Skarsgård – Svensk advokat
- David Dencik – Bosse

## Lista över avsnitt
1. "Halmer"
2. "Kongressen danser"
3. "Storebror"
4. "Barbarossa"
5. "Exodus"

## Bakgrund
En tredje säsong av Riket var planerad redan under den senare delen av 1990-talet men blev aldrig av då två av huvudrollsinnehavarna, Ernst Hugo Järegård och Kirsten Rolffes, avled 1998 respektive 2000.
År 2020 meddelades det dock att Lars von Trier påbörjat arbetet med en tredje och avslutande säsong.